# 佛光草
佛光草（学名：Salvia substolonifera）为唇形科鼠尾草属下的一个种。

## 扩展阅读
- 維基物種上的相關：佛光草